# Huaiyuan
Huaiyuan (chiń. upr. 怀远县; chiń. trad. 懷遠縣; pinyin Huáiyuǎn Xiàn) – powiat w zachodniej części prefektury miejskiej Bengbu w prowincji Anhui w Chińskiej Republice Ludowej. Liczba mieszkańców powiatu, w 1999 roku, wynosiła 1 240 871.